# 7 Pułk Piechoty (Księstwo Warszawskie)

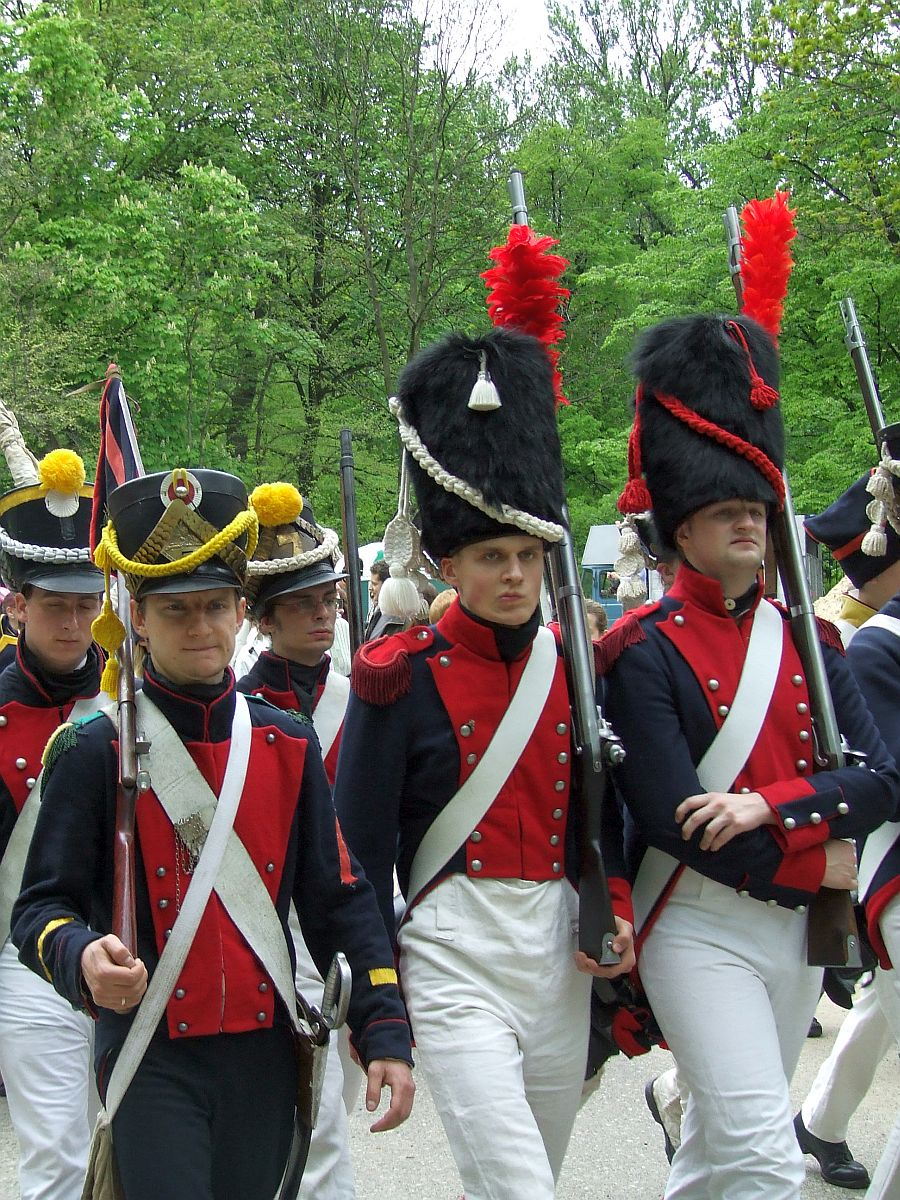
7 Pułk Piechoty Księstwa Warszawskiego, rekonstrukcja, parada z okazji święta 3 maja, Agrykola

Pułk 7 Piechoty – oddział piechoty Armii Księstwa Warszawskiego.

## Formowanie i zmiany organizacyjne
Sformowany w 1808 roku jako 3 Pułk Piechoty Legii Kaliskiej. Po zakończeniu działań bojowych, zgodnie z rozkazem z 10 sierpnia 1807, 7 pułk piechoty płk. Sobolewskiego stanął garnizonem w Kaliszu i tam stacjonował do 1 sierpnia 1808, a następnie skierowany został do Hiszpanii.
W czasie przygotowań do inwazji na Rosję 1812 roku pułk włączony został w struktury 28 Dywizji gen. Girarda.
Już w Niemczech Napoleon nakazał utworzyć z resztek 4., 7. i 9 pp nowy 4 pułk piechoty pod dowództwem płk. Michała Cichockiego i z początkiem lipca 1813 roku przyłączył go do Dywizji Jana Henryka Dąbrowskiego.
Po abdykacji Napoleona, car Aleksander I wyraził zgodę na odesłanie oddziałów polskich do kraju. Miały one stanowić bazę do tworzenia Wojska Polskiego pod dowództwem wielkiego księcia Konstantego. 13 czerwca 1814 roku pułkowi wyznaczono miejsce koncentracji w Bydgoszczy.

## Walki
W sierpniu 1808 7 pułk piechoty jako już zahartowany w bojach, został wysłany wraz z pułkami 4 i 9 do Hiszpanii w ramach tzw. Dywizji Księstwa Warszawskiego. Walczył m.in. pod Talaverą i Toledo. 27-28 lipca 1809 w bitwie pod Talavera de la Reina jednostki Wielkiej Armii uległy wojskom sojuszniczym brytyjsko-portugalsko-hiszpańskim, dowodzonym przez Arthura Wellesleya Wellingtona. Pod koniec 1809 roku pułk liczył 1905 żołnierzy.
Podczas kampanii w Rosji w 1812 jednostka zapisała najchlubniejszą kartę w swojej historii podczas osłony odwrotu resztek Wielkiej Armii przez Berezynę. Twarde warunki wojny w Hiszpanii zaowocowały jednak nabraniem dużego doświadczenia bojowego przez żołnierzy 7 pułku, co przydało się podczas walk przeciw rosyjskiej armii carskiej.
Bitwy i potyczki:
- oblężenie Grudziądza, Nibork, Koła (1807)
- Ciudad Real (27 marca 1809)
- Toledo (9 sierpnia 1809)
- Almonacid (11 sierpnia 1809)
- Ocana (10 i 19 listopada 1809)
- Venta Nueva (20 stycznia 1810)
- Sierra Morena, Ronda, Malaga, Baza, Vera, Salinas (marzec 1812)
- Smoleńsk (17 sierpnia 1812)
- Czaszniki

## Żołnierze pułku
Dowódcy pułku:
- płk Walenty Skórzewski (10 marca 1807),
- płk Maciej Sobolewski (1808, poległ 11 sierpnia 1809),
- płk Stanisław Jakubowski (12 października 1809),
- płk Paweł Tremo (24 października 1810).

Oficerowie pułku
- ppłk Teodor Pretwicz
- Michał Antosiewicz

## Mundur
Przepis ubiorczy z 3 września 1810 roku nie doprowadził jednak do całkowitego ujednolicenia munduru piechoty. Niektóre pułki dość  znacznie różniły się od ustaleń regulaminowych.
W 7 pułku piechoty był to krój mundurów, jak w 4 pp, z wyjątkiem kolorów, które były: kołnierz granatowy z wypustką karmazynowa, wyłogi karmazynowe, wyłogi i patka rękawów oraz naramiennik granatowe z wypustkami karmazynowymi, guziki białe.

## Chorągiew
Chorągiew batalionu 2 pułku 7 piechoty
Na tkaninie jedwabnej o wymiarach 55 cm x 55 cm, malowanej, lecz w 1898 roku całkowicie już spłowiałej, pośrodku malowany złotem orzeł francuski, pod nim napis: "2me B-on". Odwrotna strona taka sama, lecz rysunek orła i napisy odwrotne, poza tym na rogach siódemka wpisana w trąbki strzeleckie. Na drzewcu tablica z napisem: "Pułk... piechoty", na odwrocie: "WOYSKO POLSKIE". Na tablicy orzeł posrebrzany. 
W 1898 roku chorągiew  znajdowała się w Soborze Kazańskim w Petersburgu.